# Bosolijf
De bosolijf  (Guatteria scandens) is een liaan. De plant brengt vruchten voort die wel wat op olijven lijken. Het dunne vruchtvlees is eetbaar. Het is zoet en slijmerig. De rijpe vrucht is paars tot zwart en meet 13–17 mm lang en 7–9 mm breed. De vrucht bevat een enkel zaad van 11–16 mm bij 6–7 mm groot.
Er zijn in de Annonaceae niet zoveel lianen. G. fractiflexa is een ander voorbeeld. De meeste leden van de familie zijn bomen. De liaan verspreidt een aangename geur. Er zijn een zeventiental alkaloïden die geïsoleerd zijn uit deze plantensoort. Twee daarvan zijn guattescine en guattescidine.
Het verspreidingsgebied ligt in tropisch Zuid-Amerika: Brazilië, Guyana en Suriname.
In het gebied waar nu het Brokopondostuwmeer ligt werden voordien bosolijven in drie verschillende habitats aangetroffen: hoog regenwoud, rievieroeverbos en savannebos.  